# 张震 (中医学家)
张震（1928年11月—），男，云南昆明人，中国中医学家，云南省中医中药研究院资深研究员、主任医师，云南中医学院名誉教授，第三届国医大师。